# Zoológico de Taiping
El Zoológico de Taiping (en malayo: Zoo Taiping) es un parque zoológico situado en Bukit Larut, Taiping, Perak, Malasia. Fundado en 1961, el zoológico de Taiping es el zoológico más antiguo de Malasia.
Es uno de los parques zoológicos más importantes de Malasia. Abarca 34 acres (14 hectáreas) y exhibe 1300 animales que representan 180 especies de anfibios, mamíferos y reptiles. También cuenta con un safari nocturno. Siendo el único zoológico en el norte de Malasia, tiende a recibir una gran cantidad de visitantes.